# Cochemiea maritima
Cochemiea maritima, conocida comúnmente como biznaga marítima, es una especie de planta suculenta perteneciente al género Cochemiea, dentro de la familia Cactaceae. Se distribuye desde el sur de California hasta el noroeste de México (concretamente en el centro occidental de Baja California) y anteriormente se le conocía como Mammillaria maritima.

## Descripción
Cochemiea maritima es una especie de cactus que se ramifica desde la base y forma agrupaciones de plantas de hasta 1 m de diámetro y 50 cm de altura. Los tallos individuales tienen forma cilíndrica y son de color azul verdoso. Estos crecen verticalmente o pueden ser rastreros con las puntas dirigidas hacia arriba, alcanzando diámetros de 3 a 7 cm. Además tiene raíces gruesas de hasta 2,5 cm de diámetro.

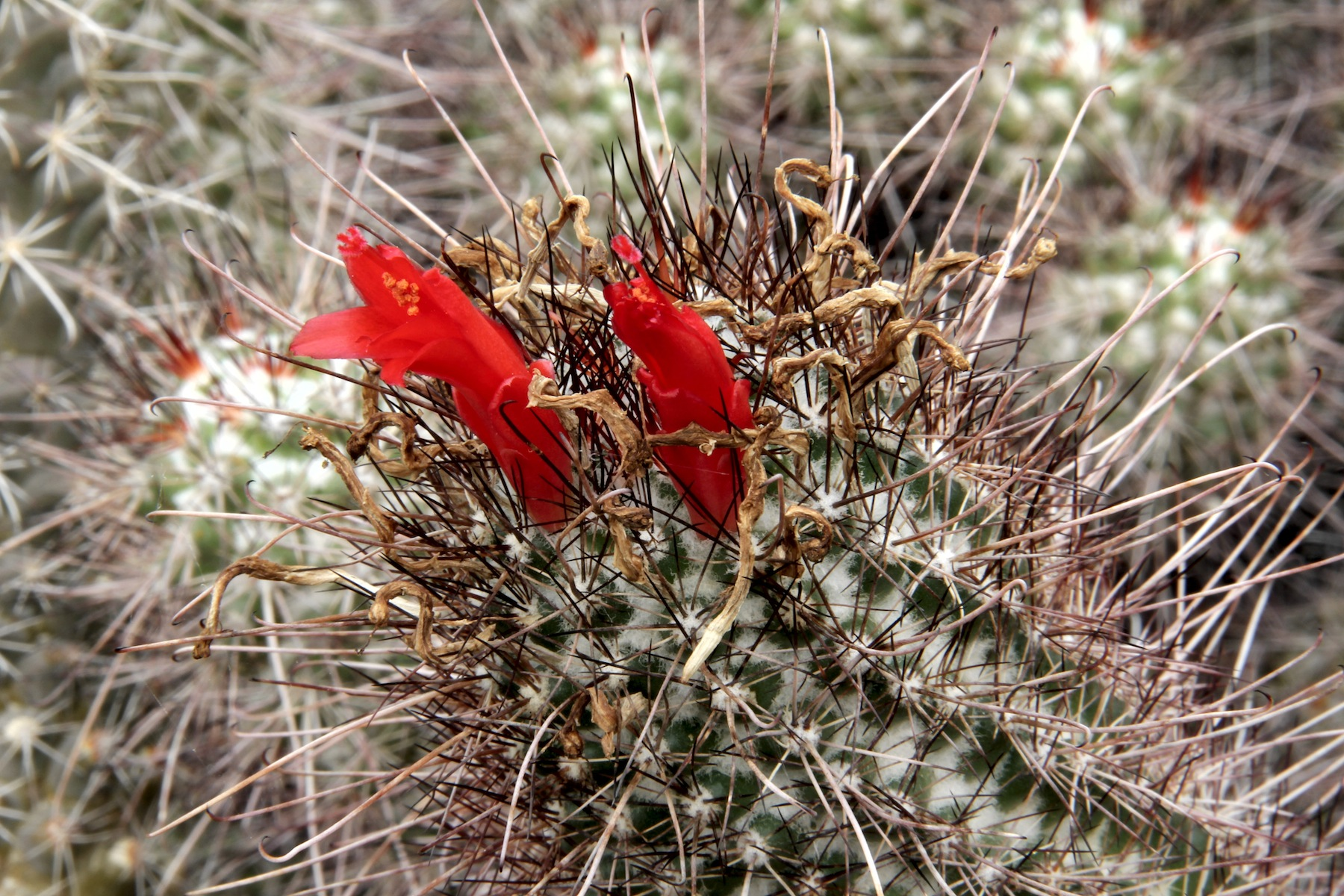
Detalle del tallo y las espinas

Los tallos están cubiertos de tubérculos con forma casi cónica, adquieren un tono grisáceo con la edad, se disponen en espiral y no contienen savia lechosa (látex). Sobre ellos se asientan areolas circulares y presentan lana grisácea cuando son jóvenes. Tienen unas 4 espinas centrales fuertes de color marrón rojizo de hasta 5 cm de largo, las cuales están dobladas como anzuelos. También hay de 10 a 15 espinas radiales blancas y rectas, con las puntas negras o rojizas, que alcanzan una longitud de 1 a 2 cm. 

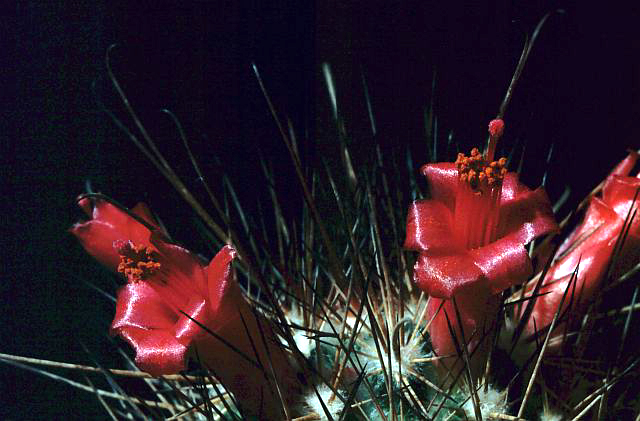
Detalle de la flor

Las flores son zigomorfas y tienen forma de trompeta con brácteas ligeramente enrolladas. Crecen cerca de las puntas de los tallos, miden hasta 3 cm de largo y son de color rojo escarlata. Los frutos son esféricos, rojos y jugosos. En su interior encontramos semillas de color negro y de 0,5 mm de longitud.

## Distribución y hábitat
El área de distribución nativa de esta especie es el noroeste de México (concretamente en el centro occidental de Baja California) y crece principalmente en biomas desérticos o de matorrales secos, a lo largo de la costa del Pacífico.

## Taxonomía
Cochemiea maritima fue descrita por el botánico estadounidense George Edmund Lindsay y publicada por primera vez en la revista científica Cactus and Succulent Journal 8: 143 en el año 1937.
Etimología
- Cochemiea: nombre genérico que hace referencia a la tribu indígena Cochimí, que en el pasado ocupó un gran territorio de Baja California y cuya área es parte del área de distribución natural de este género.
- maritima: epíteto específico que proviene del latín y que significa 'relativo al mar', haciendo referencia al hábitat preferido de la especie.[5]

## Usos
Se cultiva principalmente como planta ornamental, y su propagación se realiza a través de esquejes o semillas.